# تپه سحین بلاغ تپه سی
تپه سحین بلاغ تپه سی مربوط به سده‌های اولیه دوران‌های تاریخی پس از اسلام است و در شهرستان نیر، بخش کورائیم، دهستان یورتچی غربی، روستای مجمیرآباد واقع شده و این اثر در تاریخ ۱۸ اسفند ۱۳۸۷ با شمارهٔ ثبت ۲۴۹۴۶ به‌عنوان یکی از آثار ملی ایران به ثبت رسیده است.